# فاتح (اسم)
فاتح هو اسم علم مذكر من أصل عربي، ومعناه هو المنتصر الظافر الحاكم القاضي، ومحمد الفاتح السلطان العثماني فاتح القسطنطينية.

## الأصل اللغوي
اسم علم مذكر عربي، اسم فاعل، معناه: المنتصر، الظافر، الحاكم، القاضي. وكان "فاتح" صفة للملوك المنتصرين، مثل محمود الغزنوي فاتح الهند، ومحمد الفاتح السلطان العثماني فاتح القسطنطينية. اصل اسم فاتح: عربي.

## شخصيات تحمل الاسم
- فاتح أرتمان (13 فبراير 1988 – )
- فاتح أكسوي (لاعب كرة قدم تركي، 6 نوفمبر 1997[4] – )
- فاتح اكين (25 أغسطس 1973[5][6] – )
- فاتح تريم (لاعب ومدرب كرة قدم تركي، 14 سبتمبر 1953 – )
- فاتح تقي (لاعب كرة قدم تركي، 9 سبتمبر 1977[7] – )
- فاتح توران (لاعب كرة قدم تركي، 5 أبريل 1993[8] – )
- فاتح سولاك (لاعب كرة سلة تركي، 25 يوليو 1980 – )
- فاتح سونكايا (لاعب كرة قدم تركي، 1 يوليو 1981[9] – )
- فاتح عقيل (لاعب كرة قدم تركي، 26 ديسمبر 1977[10] – )
- فاتح كيليش (ملاكم تركي، 27 نوفمبر 1989 – )

## وصلات خارجية
- موسوعة السلطان قابوس لأسماء العرب نسخة محفوظة 5 أبريل 2019 على موقع واي باك مشين.